# NGC 249
NGC 249 ist ein Emissionsnebel im Sternbild Tukan in der Kleinen Magellanschen Wolke. Er wurde am 5. September 1826 von dem schottischen Astronomen James Dunlop entdeckt.